# Cyrnus trimaculatus
Cyrnus trimaculatus – gatunek chruścika z rodziny Polycentropodidae; potamobiont, limnefil. W Polsce raczej rzadki. Larwy żyją w rzekach potamal, rzadziej w litoralu jezior oligotroficznych na dnie kamienistym. Larwy są drapieżne, zjadają drobne organizmy wodne, budują lejkowate sieci łowne, połączone z mieszkalną norką. Sieć zbudowana jest z nici jedwabnych. Postacie doskonałe (imago) spotykane są w pobliżu rzek, aktywne wieczorem i w nocy, przylatują do światła.